# Al-Hākim (Fatimide)
Abū ʿAlī al-Mansūr ibn al-ʿAzīz (arabisch أبو علي المنصور بن العزيز, DMG Abū ʿAlī al-Manṣūr b. al-ʿAzīz; * 18. August 985 in Kairo; † 13. Februar 1021 bei Helwan) mit dem Herrschernamen al-Hākim bi-amr Allāh (الحاكم بأمر الله / al-Ḥākim bi-amr Allāh / ‚der auf Gottes Geheiß herrscht‘) war vom 13. Oktober 996 bis zu seinem Verschwinden am 13. Februar 1021 der sechste Kalif der Fatimiden und der sechzehnte Imam der schiitischen Ismailiten. Dem Kanon der „Religion des Einzigkeitsbekenntnisses“ nach, deren Anhänger als Drusen bekannt sind, war seine Person die bis heute letzte physische Inkarnation des Schöpfergottes (Allāh) auf Erden.

## Frühe Jahre
Prinz Mansur war der zweitgeborene Sohn des Kalifen al-ʿAzīz (975–996). Nach dem Tod seines älteren Halbbruders Muhammad im Jahr 993 verblieb er als alleiniger möglicher Nachfolger für das Kalifat. Daneben hatte er noch eine fünfzehn Jahre ältere Halbschwester, die ausschließlich unter ihrer Ehrentitulierung „Herrin des Reiches“ (Sitt al-Mulk) bekannt wurde. Seine Mutter war eine melkitisch-christliche Konkubine des Vaters, deren Brüder die höchsten Würden der griechischen Kirche des Orients bekleideten. Als erster nachmaliger Kalif wurde Mansur im ägyptischen al-Qahira (Kairo) geboren, in das die Dynastie im Jahr 973 unter seinem Großvater al-Muizz ihre Hauptresidenz vom afrikanischen al-Mansuriya verlegt hatte. Im Alter von acht Jahren wohnte Mansur erstmals einem öffentlichen Akt seines Vaters anlässlich einer Freitagspredigt zum Ramadan des Jahres 993 (Oktober/November) in der im Bau befindlichen Moschee vor dem Nordtor Bab al-Futuh bei, die später nach ihm benannt werden sollte. Zu diesem Anlass wurde über ihm die Herrscherinsigne des goldenen Sonnenschirms (miẓalla) gehalten, was einer öffentlichen Designation (naṣṣ) als Nachfolger gleichkam.

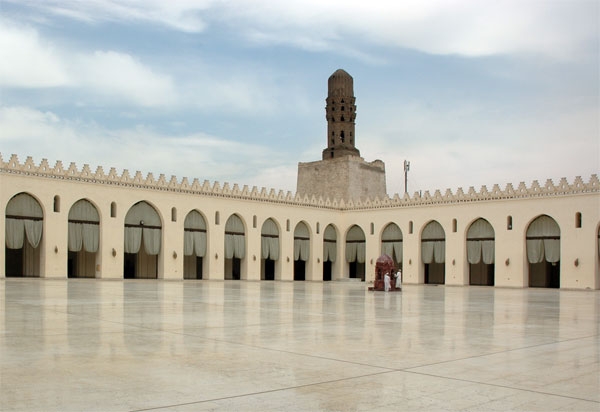
Die al-Hākim-Moschee, „die Strahlende“ (al-Anwār) in Kairo

996 begleitete der elfjährige Mansur seinen Vater nach Bilbais, wo das fatimidische Heer anlässlich eines bevorstehenden Feldzuges gegen Byzanz in Syrien zusammengezogen wurde. Am 13. Oktober war er hier die letzte Person, die seinen Vater lebend sah, als er den bereits erkrankten al-ʿAzīz nach dem Mittagsgebet in das lokale Badehaus begleitete. Vom Vater zum Spielen in den Vorgarten geschickt, wurde er hier wenig später im Wipfel einer Sykomore sitzend von seinem Lehrmeister Bardschawan aufgefunden, der ihm den Tod des Vaters mitteilte, den goldenen Herrscherturban aufsetzte und die Huldigung als neuer Imam-Kalif entgegenbrachte. Die Nachfolge des Mansur markiert einen kritischen Moment in der Geschichte der Fatimiden, denn als erster Kalif kam er im unmündigen Alter auf den Thron, weshalb eine Regentschaft für ihn gebildet werden musste. In Bilbeis konnte sich zuerst der Anführer der Kutama-Berber Hassan ibn Ammar als Königsmacher in Szene setzen, der noch am Nachmittag des 13. Oktober 996 die öffentliche Proklamation Mansurs zum neuen Kalif unter dem Namen „der auf Gottes Geheiß herrscht“ (al-Ḥākim bi-amr Allāh) vornahm und sich von seinen Kriegern zum „Mittler“ (wisāṭa) zwischen ihnen und dem Kalif ausrufen ließ, womit er sich also eine Stellung ähnlich der eines Wesirs anmaßte. Etwa zeitgleich unternahm Prinzessin Sitt al-Mulk einen Putschversuch, indem sie einen Cousin, in den sie sich verliebt hatte, auf den Kalifenthron setzen wollte, was allerdings vom vorausschauenden Bardschawan unterbunden wurde.
Nach nur einem Jahr wurde im September 997 das Regime des Ibn Ammar beendet, nachdem er sich durch eine Begünstigung der aus dem berberischen Westen (maġrib) stammenden Kutama bei den Ägyptern und anderen Orientalen verhasst gemacht hatte. Der Staatsstreich gegen ihn wurde von den Soldaten der türkstämmigen Militärsklaven (mamlūk) durchgeführt, dessen Organisator wiederum der aus dem Hintergrund heraus agierende Bardschawan war. Für die kommenden zweieinhalb Jahre lag die Staatsführung in den Händen des Eunuchen, der sich als kompetenter Verwalter und Außenpolitiker profilierte. Sein bedeutendstes Vermächtnis war die Aufnahme diplomatischer Beziehungen zu Kaiser Basileios II. zur Klärung der Machtverhältnisse in Syrien, die schlussendlich eine Allianz zwischen den Fatimiden und Byzanz gegen den gemeinsamen Feind, die Abbasiden von Bagdad, begründen sollten. Als Verhandlungsführer wurde Orestes nach Konstantinopel entsandt, der orthodoxe Patriarch von Jerusalem und Onkel von al-Hākim.

## Selbstherrschaft
Mit einer Bluttat leitete al-Hākim seine persönliche Herrschaft ein. Unter dem Vorwand, eine neu angelegte Gartenanlage in Kairo besichtigen zu wollen, wurde Bardschawan am 26. März 1000 von dem fünfzehnjährigen al-Hākim in eine Falle gelockt. Gemeinsam mit seinem Schirmträger legte der Kalif bei der Ermordung seines alten Lehrmeisters persönlich mit Hand an. Gegenüber der Öffentlichkeit begründete er diese schon ein Jahr im Voraus geplante Tat als Akt der Befreiung aus der Kuratel des selbstsüchtigen Eunuchen, von dem er jahrelang entmündigt und in seiner Würde gedemütigt worden sei. Wohl als Resultat dieser Erfahrungen aus seiner Kindheit hatte sich bei al-Hākim ein lebenslanges Misstrauen gegenüber seiner nächsten Umgebung in Staat und Militär eingestellt, das sich regelmäßig in oft übertriebenen Straforgien entlud. Beamte oder Militärs, die sich eines Tages seines Vertrauens noch sicher waren, konnten beim leisesten Verdacht schon am nächsten Tag seiner Ungnade und damit dem Richtschwert anheimfallen. Niemanden neben sich ließ er mächtig werden. Von vierzehn seiner Wesire, die er in seiner fünfundzwanzigjährigen Herrscherzeit verschliss, haben ihn nur zwei überlebt und nur einer starb eines natürlichen Todes. Das Misstrauen des al-Hākim, der sich außerdem von Intriganten beeinflussen ließ, sorgte besonders in der Generation der Söhne und Enkel der ersten Gefolgsmänner der Fatimiden für einen hohen Blutzoll. Unter anderem ließ er 1004 und 1011 die Oberrichter Hussein ibn Ali ibn an-Numan und Abd al-Aziz ibn Muhammad ibn an-Numan exekutieren, beides Enkelsöhne des Kompilators des ismailitischen Rechtskompendiums an-Numan (gestorben 974). Mit letzterem wurden der abgesetzte Wesir Hussein ibn Dschauhar, der ein Sohn des Generalissimus und Eroberers von Ägypten, Dschauhar as-Siqillī (gestorben 992) war, sowie ein Bruder des Generals al-Fadl ibn Salih enthauptet. Der verdiente General selbst wurde bereits im Jahr 1006/07 auf Weisung des Kalifen hingerichtet, nur kurz nachdem er die bedrohliche Rebellion des Abu Rakwa hatte niederschlagen können. Im Jahr 1003 ließ al-Hākim seinen Cousin Prinz Abd al-A’la samt seiner Freundesclique umbringen, weil dieser sich während eines Trinkgelages von einem Sterndeuter als wahrer Imam hatte lobpreisen lassen, worin al-Hākim einen Angriff auf seine Herrscherwürde erkannte. Zehn Jahre später soll sich der Terror al-Hākims sogar gegen seinen eigenen Harem gerichtet haben, sofern die Nachricht von der Hinrichtung mehrerer seiner Konkubinen und deren Kinder nicht der oft übertriebenen Phantasie seiner Gegner entsprang. Jedenfalls hielt es seine Schwester Sitt al-Mulk für angebracht, seinen Sohn Ali und dessen Mutter unter ihre besondere Protektion zu stellen.
Von Lakaien und Beamten am Hof gefürchtet, erfreute sich al-Hākim bei der einfachen Bevölkerung Kairos einer hohen Beliebtheit, der durch die Annahme auffälliger Gewohnheiten seine Untertanen in Erstaunen versetzte und die deshalb von feindlichen Beobachtern als Symptome eines geistigen Defekts interpretiert wurden. In jungen Jahren mischte er sich in Verkleidung unter die Volksmenge und nahm an den oft ausschweifenden Festtagen der Muslime und Christen teil. Damit wurde er offenbar zum Vorbild für die Märchenfigur des Harun ar-Raschid aus „Tausendundeiner Nacht“, über dessen historisches Pendant dergleichen nichts berichtet wird. Nachdem sich sein Lebensstil ab dem Jahr 1004 zunehmend zu dem eines frommen Asketen wandelte, begann al-Hākim mit seinen nahezu täglichen Umritten in die Altstadt al-Fustāt-Misr, mit denen er wohl der von Intrigen und Gier vergifteten Atmosphäre der Palaststadt Kairo zu entkommen suchte. Die Gestalt des hageren und schlicht gekleideten Kalifen, der auf einem Esel bar aller imperialen Insignien und ohne Eskorte durch die Gassen der Suks oder entlang des Nilufers vorbei an den einfachen Menschen ritt, wurde zu einem vertrauten Bestandteil des Stadtbildes. Märchenhaft und doch auch real war seine schrankenlose Freigiebigkeit, die in mehreren zeitgenössischen Berichten geschildert wird. Keinen Günstling, Bittsteller oder Kläger wies er ab, wenn es darum ging, finanzielle Sorgen zu beruhigen, Almosen zu verteilen oder Koranausgaben zu signieren und zu küssen. Petitionen nahm er für gewöhnlich mit eigener Hand an. Den gelegentlich mit Vorsicht vorgebrachten Einsprüchen seiner Wesire gegen eine zunehmende Verschwendung von Staatsvermögen begegnete er durch die Erklärung, dass alles Vermögen Gottes Eigentum sei, das den Menschen als Diener Gottes zustehe. Er als Imam sei selbst nur ein Treuhänder dieses Vermögens, das er den Menschen nicht vorenthalten dürfe. Die Freigebigkeit des Kalifen, der das Volk am Reichtum teilhaben ließ, hat al-Hākim auch mit eigenem Namen Eingang in die 388. Nacht der Märchensammlung von „Tausendundeiner Nacht“ finden lassen.
Al-Hākims Bedürfnis, gegenüber allen seinen Untertanen als gerechter und freigiebiger, dem Volk zugänglicher Herrscher aufzutreten, äußerte sich auch in seinen Schenkungen gegenüber den Gebetshäusern von Kairo. Neben der alten Amr-Hauptmoschee gehörte auch die von den ismailitischen Fatimiden nach der Machtübernahme 969 gegründete „die Strahlende“ (al-Azhar), heute die bedeutendste theologische Lehranstalt des Sunnitentums, zu den von ihm reichhaltig bedachten und baulich erweiterten Einrichtungen. Der unter seinem Vater aufgenommene Bau der Moschee vor dem Nordtor wurde 1003 vollendet, die fortan als neue Freitagsmoschee diente. Ihr offizieller Name ist „die Strahlende“ (al-Anwār), doch wurde sie schon im 11. Jahrhundert unter dem Namen al-Hākims bekannt, da der Kalif hier persönlich das Freitagsgebet zu leiten pflegte. Eine ureigene Gründung al-Hākims war die zum Ramadan 1013 geweihte Moschee im Stadtteil Raschida, für deren Bau mehrere koptische Kirchen weichen mussten und die im frühen 15. Jahrhundert verfiel. Auch in Alexandria und anderen Ortschaften Ägyptens ließ der Kalif neue Moscheen errichten. Neben den Stiftungen zur Förderung des Glaubens war auch die der Wissenschaft ein besonderes Anliegen al-Hākims. So ließ er 1005 das „Haus der Weisheit“ (dār al-ḥikma) in Kairo errichten, für das er seine Privatbibliothek als Grundstock deren Buchbestands stiftete. Während seiner Herrschaft entwickelte sich das Haus zu einem Zentrum der islamischen Wissenschaft, das in Konkurrenz zu dem als bis dahin führende Bildungseinrichtung der muslimischen Welt geltenden „Haus der Weisheit“ von Bagdad treten konnte, von dem erfolgreich mehrere Mathematiker, Ärzte und Rechtsgelehrte abgeworben werden konnten. Im Gegensatz zu dieser, die nur für ausgewählte Gelehrte zugänglich war, machte al-Hākim sein Haus für alle Untertanen zugänglich. Die besondere Förderung des Kalifen galt der Astronomie, um mit derer Erforschung des Himmels und der Gestirne eine exakte Astrologie zu ermöglichen, mit der sich al-Hākim von Jugend auf beschäftigt hatte. Unter dem Astronomen von Kairo ragten Ali ibn Ridwan und Ibn Yunus heraus. Von letzterem wurden die „hākim’schen Tafeln“ (az-zīǧ al-Ḥākimī) erstellt, welche eine Sammlung des gesamten astronomischen Wissens der muslimischen Welt darstellten und gleichfalls Erläuterungen zur Horoskop-Erstellung und weiteren astrologischen Details enthielten, die später auch in Europa weite Verbreitung fanden. Von seinen ersten beiden Nachfolgern wurde das „Haus der Weisheit“ vernachlässigt, worauf es schnell sein Prestige als bedeutende Lehranstalt einbüßte. Während des Zusammenbruchs des fatimidischen Staates 1068 wurde sein Schriftgut geplündert, teils vernichtet oder in andere Länder verkauft.
Ab dem Jahr 1014 wurde der allgemeine Aufruhr, den seine Ausritte in der Altstadt regelmäßig hervorriefen, dem Kalifen zu viel. Wenn er nun in die Stadt ritt, hielten ihm „Scheucher“ allzu aufdringliche Personen vom Leib. Petitionen und Anfragen waren nun an drei Tagen der Woche an ein eigens eingerichtetes Büro im Palast einzugeben. Immer öfter suchte al-Hākim mit seinem Esel nun die einsiedlerische Einsamkeit in der unwirtlichen und von Menschen kaum bewohnten Umgebung von Kairo auf. Oft ritt er dazu zu Sonnenuntergang in die Wildnis hinaus und kehrte erst bei Tagesanbruch in den Palast zurück. Möglicherweise erlaubte ihm die nächtliche Ruhe dort, sich einer schweren Melancholie hinzugeben, der al-Hākim mit zunehmendem Alter verfallen sei, sofern man dem zeitgenössischen Bericht des christlichen und deshalb dem Kalifen wenig wohlgesinnten Autor Yahya al-Antaki (gest. 1065) Glauben schenken mag.

## Außenpolitik

Der Herrschaftsbereich des Fatimidenkalifats in der Zeit al-Hākims

Unter al-Hākim hatte das Fatimiden-Kalifat seine größte territoriale Ausdehnung erreicht. Mit dem Kalifat war zwar der Anspruch auf die Herrschaft über die gesamte muslimische Welt (umma) verbunden, tatsächlich aber war es innerhalb dieser territorial begrenzt, da mit den sunnitischen Kalifaten der Abbasiden in Bagdad und der Umayyaden in Córdoba Konkurrenten um diesen Anspruch existierten. Ägypten als Kernland des Fatimiden-Kalifats konnte direkt von der dem Kalifen unterstehenden Zentraladministration in Kairo verwaltet werden, während die anderen Herrschaftsgebiete von Statthalterdynastien oder Gefolgsleuten regiert wurden. In „Afrika“ (Ifrīqiyā, heute Tunesien) und auf Sizilien konnten die Dynastien der Ziriden (Berber) und Kalbiten (Araber) weitgehend autonom agieren, die aber immer noch den Kalifen von Kairo als Oberherren anerkannten. Anders sah es in den Stammesgebieten der Berber des äußersten Westens (maġrib; heute Algerien und Marokko) aus, das schon seit der Antike weitgehend frei von einer zentralstaatlichen Organisation war, was sich auch unter den Fatimiden nicht geändert hat. Hier konnte sich der ziridische Abkömmling Hammad ibn Buluggin festsetzen und ein eigenes Herrschaftsgebiet aufbauen. Um das Jahr 1008 sagte er sich von der Oberhoheit der Fatimiden los und unterstellte sich der der Abbasiden, womit der äußerste Maghreb den Fatimiden für immer verloren ging.
Der berberische Westen spielte in der Wahrnehmung der Fatimiden zu dieser Zeit kaum noch eine relevante Rolle. Als Aliden konzentrierten sie ihr Streben auf die Überwindung der von ihren Standpunkt aus usurpatorischen Abbasiden, wodurch die innere Einheit der muslimischen Welt wiederhergestellt werden sollte. Als letzte Etappe vor dem Sprung in den Irak hatte deshalb die Unterwerfung Syriens erste Priorität in der Agenda der fatimidischen Expansionspolitik, die schon unter al-ʿAzīz durch die Einnahme von Damaskus im Jahr 983 weitgehend realisiert wurde. In Nordsyrien aber waren die Fatimiden mit der Interessenssphäre des Byzantinischen Reichs kollidiert, das unter dem Kaiser Basileios II. gerade eine neue Phase der Stärke erlebte. Nach einer Reihe von militärischen Konfrontationen war es der Wesir Bardschawan, der noch im Jahr seines Sturzes 1000 eine Politik des Ausgleiches zwischen Kairo und Konstantinopel einleitete, die im Jahr darauf im Abschluss eines zehnjährigen Waffenstillstandes mündete, der mehrmals verlängert am Anfang einer mehr als fünfzigjährigen Friedensphase stand. Die Fatimiden erkannten die byzantinische Herrschaft über Antiochia an, während in Aleppo ein byzantinisch-fatimidisches Kondominium eingerichtet wurde, das zwar von einer muslimischen Dynastie in loser Abhängigkeit zu den Fatimiden regiert, zugleich aber auch zu regelmäßigen Tributleistungen dem byzantinischen Kaiser gegenüber verpflichtet war.

## Aufstände und Gegenkalifen
Dass der finale Schlag der unter al-Hākim zum Zenit ihrer Macht gelangten Fatimiden gegen die Abbasiden ausblieb, war den Unruhen geschuldet, die innerhalb ihres Herrschaftsgebietes aufgeflammt waren und deshalb die volle Aufmerksamkeit des Kalifen und seines Hofes erforderte. Die Revolten waren ethnisch wie religiös motiviert, vermengten sich mit den unter den Arabern vorherrschenden Stammesrivalitäten, wie den Gegensätzen zwischen urbaner Sesshaftigkeit und nomadischen Beduinentum und richteten sich gegen den Herrschaftsanspruch der Fatimidendynastie. 1004 erhoben sich die in der Kyrenaika eingezogenen Beduinen der Banū Qurra gegen die Regierung von Kairo, nachdem diese mehrere ihrer Clanchefs hat exekutieren lassen. Ihnen schlossen sich die alteingesessenen berberischen Volksgruppen der Zenāta, Mazāta und Luwāta (Libyer) an, im Streben, die arabische Fremdherrschaft abzuwerfen. An die Spitze dieses Aufstandes stellte sich bald ein andalusischer Abenteurer, der nur unter dem Beinamen Abu Rakwa („der mit der Feldflasche“) bekannt ist. Der gab sich als ein Angehöriger der in al-Andalus herrschenden Umayyaden aus und ließ sich am 31. März 1005 von seinen Anhängern als Kalif ausrufen. Abu Rakwa gerierte sich offen als Vorkämpfer der Sunna und versprach, der von den Fatimiden betriebenen Schmähung der Prophetengefährten ein Ende zu setzen. Im April 1005 nahm er die Belagerung von Barqa auf, in das er nach einem Sieg über ein fatimidisches Entsatzheer im September jenes Jahres einziehen konnte. Im Mai 1006 fiel er von dort aus mit seinen Scharen in Ägypten ein, zeitgleich mit dem Aufleuchten einer nahen Sternenexplosion (Supernova 1006) am Firmament, deren Erscheinen von den Chronisten in einen Zusammenhang mit den aktuellen Ereignissen gestellt wurde. Der Angriff des Rebellen auf Alexandria konnte allerdings abgewehrt und er selbst in das Fayyum abgedrängt werden. Am 30. August 1006, als die Supernova zu verblassen begann, wurde er von dem fatimidischen General al-Fadl ibn Salih wohl beim heutigen Qarunsee vernichtend geschlagen. Über sechstausend abgeschlagene Köpfe der Rebellen wurden zu al-Hākim nach Kairo gesandt, Abu Rakwa selbst konnte zunächst vom Schlachtfeld entkommen und als christlicher Mönch verkleidet nach Nubien fliehen. Dort wurde er von dem örtlichen Fürst gefangen gesetzt und nach einer hohen Lösegeldzahlung an Kairo ausgeliefert, wo er am 9. März 1007 nach einer öffentlichen Demütigung exekutiert werden konnte.
Die Ruhe nach dem Sieg über Abu Rakwa im Westen währte nur kurz, als sich schon 1008 im syrischen Osten die Beduinen der Banu Tayyiʾ, die sich zuvor noch an der Seite des Kalifen ausgezeichnet hatten, zur Erhebung gegen ebendiesen entschlossen, möglicherweise nachdem sie sich durch ein mangelndes Feingefühl des von al-Hākim neu ernannten Provinzstatthalters, der ein gebürtiger Türke war, dazu provoziert sahen. Dabei beruhte die Machtgrundlage der Fatimiden in Syrien und Palästina auf der Loyalität der dort nomadisierenden Beduinenstämme, die dort seit der arabischen Expansion ihre Weidegebiete besaßen. Jeder Herrscher, der Autorität über die Beduinen erlangen wollte, hatte dafür mit teuren Gunstgeschenken und Ehrerweisungen zu zahlen. Blieben die aus konnte dies die Stämme schnell und in großer Zahl zum Abfall veranlassen, so wie im Jahr 1008. Im Sommer 1010 nahmen die Banu Tayyiʾ die Provinzhauptstadt ar-Ramla ein und enthaupteten den gefangen genommenen Statthalter, womit sie ihren Bruch mit dem Kalif von Kairo vollendeten. Al-Hākim entsandte in der Folgezeit wiederholt seine Heerführer gegen die Beduinen, die sich allerdings als militärisch ebenbürtig erwiesen und jede Strafexpedition nach Palästina zurückschlagen konnten.
Die Revolte der Beduinen in Palästina barg für die Fatimiden eine noch weit bedeutendere Gefahr als die der Beduinen der Kyrenaika, denn die in Palästina vorherrschenden Banu Tayyiʾ kontrollierten die einzige Landverbindung von Ägypten in den Hedschas und damit zugleich die großen Pilgerwege aus Nordafrika und den vorderen Orient zu den heiligen Stätten in Mekka und Medina, für deren Sicherheit und offene Passage die Fatimiden gegenüber den Gläubigen aber bürgten. Seit 976 waren die Fatimiden die Oberherren über die heiligen Stätten, ihr Kalifat wurde von den vor Ort regierenden Dynastien der Scherifen/„Edlen“ (šarīf, Plural ašrāf), den Nachkommen des Propheten zu denen sich die Fatimiden selbst zählten, anerkannt. Der Name ihrer Kalifen wurde hier in der Freitagspredigt verlesen. Der Aufstand der Banu Tayyiʾ in Palästina und die damit verbundene Unterbrechung des Landweges von Kairo nach Mekka aber stellte die herrschenden Verhältnisse in Frage. Ein Abgesandter des Stammes konnte den seit 994 in Mekka regierenden Scherifen Hassan ibn Dschafar nicht nur zum Abfall von Kairo bewegen, sondern ihn auch zur Annahme der Kalifenwürde bewegen, da sein Stammbaum im Gegensatz zu den der Fatimiden mit keinerlei Makel behaftet sei. Nachdem er sich noch in Mekka zum Kalif hat proklamieren lassen, konnte Ibn Dschafar am 13. September 1012 in ar-Ramla einziehen.
Wie schon Abu Rakwa sieben Jahre zuvor betrieb auch der neue Gegenkalif eine sunnitische Programmatik unter Zurückweisung der ismailitischen Lehren. Seine Machtstellung suchte er auf eine breitere Basis zu stellen als er Verbündete unter der lokalen Christengemeinde suchte, indem er unter anderem den Wiederaufbau der im Zuge von al-Hākims betriebener Diskriminierungspolitik abgetragenen Grabeskirche anordnete. Offenbar lag dahinter auch die Absicht ein Bündnis mit dem byzantinischen Reich zu suchen. Allerdings blieb der Gegenkalif nur eine Marionette der Banu Tayyiʾ, die sich tatsächlich nie seiner Autorität als weltlicher Herrscher unterwarfen. Schon im Sommer 1013 brach ihre Revolte zusammen und die fatimidischen Statthalter konnten die Kontrolle über das Land zurückerlangen. Nachdem man ihnen militärisch nicht hatte beikommen können, wurde den Beduinenclans ihre traditionelle Zerstrittenheit untereinander und Bestechlichkeit zum Verhängnis. Durch hohe Geldzahlungen war es der Regierung in Kairo gelungen die Geschlossenheit der Banu Tayyiʾ aufzulösen, so dass nacheinander ihre wichtigsten Clanführer die Rebellion aufgaben und sich wieder unter die Botmäßigkeit al-Hākims begaben, bis sich die Rädelsführer zur Flucht genötigt sahen. Auch der machtlose Gegenkalif Ibn Dschafar floh schließlich aus ar-Ramla zurück nach Mekka, wo er seine Kalifenwürde aufgab und wieder für den Fatimidenkalif beten ließ. Al-Hākim vergab ihm seinen Usurpationsversuch und nahm ihn als verwandten Aliden wieder in seiner Gnade auf. Die Christengemeinde Palästinas und Syriens konnte allerdings auf soviel Mildtätigkeit nicht hoffen; ihr wurden hohe Kontributionen auferlegt, was große Teile der Gemeinde zur Emigration ins byzantinische Gebiet veranlasste.
Ein bedeutendes Folgeereignis der Beduinenrevolte in Syrien war 1015 das Ende der in Aleppo regierenden Fürstenfamilie der Hamdaniden, worauf dieses stark befestigte Handelszentrum zwei Jahre darauf der direkten fatimidischen Herrschaft unterworfen werden konnte. Die Inbesitznahme Aleppos stellt damit die nennenswerteste territoriale Expansion der Fatimiden unter al-Hākims Regentschaft dar.

## Religionspolitik
Kaum ein anderer Aspekt in der Biografie al-Hākims machte diesen Fatimidenkalif in der muslimischen wie christlichen Geschichtsschreibung so vieldiskutiert und nachhaltig umstritten wie die seiner Einstellung und seines Handelns in religiösen Angelegenheiten, die von Widersprüchen, radikalen Richtungsänderungen und einer bis dahin nicht gekannten Intoleranz gegenüber religiösen Minderheiten und Frauen geprägt war. Die Haltung der Zeitgenossen wie die der Nachwelt gegenüber seiner Person neigt dabei zu Extremen. Im Endergebnis hatte er sich bei fast allen zum Feind gemacht; die sunnitische Überlieferung zeichnete von ihm das polemische Bild eines dem Wahnsinn verfallenen Ketzers und bei den Christen galt er noch bis in die jüngere Zeit hinein als „arabischer Nero“, der die heilige Grabeskirche zu Jerusalem zerstörte und sich selbst „durch seine Missionare […] vergöttern liess“. Und tatsächlich offenbarte sich al-Hākim im Glauben einer kleinen Minderheit als nichts anderes als die materielle Inkarnation Gottes (Allāh) auf Erden.

### Volkserziehung
Als Kind und junger, unter Vormundschaft stehender Heranwachsender soll al-Hākim regelmäßig an den Festivitäten der einfachen Bevölkerung von Fustat teilgenommen haben, die gerade wegen des obligatorisch lockeren Umgangs mit Alkohol und der sexuellen Ausschweifungen in nächtliche Exzesse auszuarten pflegten. Alle muslimischen Herrscher seit der Eroberung Ägyptens 639, auch die ersten Fatimidenkalifen, haben über diese Zustände geflissentlich hinweggesehen. Aber schon im ersten Jahr seiner Selbstherrschaft hatte al-Hākim per Erlass (siǧill, pl. siǧillāt) ein nächtliches Ausgehverbot für Frauen angeordnet, nachdem er Anstoß an deren Teilnahme am christlichen Weihnachtsfest des Jahres 1000 genommen hatte, an dem er selbst teilnahm. Im Januar 1003 kündigte er erneut per Erlass das Verbot und die Strafverfolgung sämtlicher verwerflicher Handlungen an, vor allem in Bezug auf die Herstellung, Lagerung und Ausschenkung von Alkohol (siehe Alkoholverbot im Islam). Ab dem Spätjahr 1004 setzte schließlich eine Flut von Erlassen und Dekreten ein, deren Augenmerk besonders auf die hygienischen Zustände in der Altstadt Fustat gerichtet waren. So wurden Pferde aus ihr verbannt, das regelmäßige Fegen ihrer Straßen und das Töten aller herrenlos herumstreunenden Hunde angeordnet, wie das Kneten von Brotteig durch Füße verboten. Weiterhin ist das nächtliche Ausgehverbot auch auf Männer ausgedehnt worden, der Kauf und Verkauf in den Suks war nach Einbruch der Dunkelheit einzustellen.
Die verbissene Beharrlichkeit mit der al-Hākim seiner Würde verpflichtend dem göttlichen Gebot zur Geltung verhelfen wollte, wonach alles was für Recht, Ordnung und Moral als verwerflich (munkar) galt, zu verbieten sei (Sure 3:110), hat ihm bis in die Gegenwart hinein das Prädikat eines „Fundamentalisten“ eingetragen. Noch bis in sein letztes Herrscherjahr hinein hat er neue Dekrete erlassen oder bereits bestehende wiederholt auflegen lassen, die der sittlichen Erziehung des Volkes gemäß dem Willen Gottes dienen sollten. Seine mit den Jahren in stetig zunehmenden Maßen geübte persönliche Frömmigkeit und Askese mündete schließlich in einen bis dahin nicht gekannten muslimischen Puritanismus, dem sich auch alle Untertanen gleich welchen Glaubens zu verschreiben hatten, der zur Blaupause für viele noch heute existierenden muslimischen Gesellschaftsmodelle wurde. Zäh war der lebenslange Kampf des Kalifen gegen jede Form des Alkoholgenusses. Neben dem Wein wurde auch Gersten- und Hirsebier verboten, das seit den Tagen der Pharaonen in Ägypten zu den Grundnahrungsmitteln zählte. Zu den merkwürdigsten Maßnahmen al-Hākims zählte auch das Verbot bestimmter Speisen. Nicht unbedingt deshalb weil deren Zutaten als problematisch erachtet wurden, sondern weil deren Namensgebung als anstößig erschien. Wie zum Beispiel der noch heute als Salat servierte Senfkohl (Ǧirǧīr), der auch unter dem Namen der von den Schiiten zutiefst gehassten Ehefrau des Propheten Aischa bekannt war. Zur Besserung der Sitten wurden schließlich auch öffentlicher Tanz sowie die bildliche Darstellung weiblicher Körper verboten. Musikinstrumente und Schachspiele waren zu verbrennen. Das Auftrittsverbot professioneller Klageweiber bei Leichenzügen entsprach noch der traditionellen Abscheu der Ismailiten vor lauter Totenklage, aber im August 1012 ließ al-Hākim sogar die für alle Schiiten obligatorischen Trauerbekundungen zum Aschura-Tag unterbinden.
Besonders Frauen gegenüber steigerten sich die Erziehungsmaßnahmen des Kalifen mit den Jahren in eine zunehmende Obsession. Nachdem er ihnen zunächst das Umhergehen und Sitzen an den Straßen, den Besuch des Badehauses (ḥammām) sowie gemeinsame Bootsfahrten und Aufsuchen von Vergnügungsstätten mit Männern verbot, wurden sie im Januar 1014 mit einem generellen Ausgehverbot bei Tag und Nacht belegt. Gleichwohl hatte er in der Folge und zur Genugtuung empörter zeitgenössischer Kommentatoren dazu viele Ausnahmeregelungen einführen müssen, da unter diesen Bedingungen keine Frau eine Pilgerfahrt oder sonst eine Reise antreten konnte, sie bei der Ausübung ihrer gesetzlichen Rechte und Pflichten und beim Bestreiten ihres täglichen Lebensunterhalts als Hebamme, Krankenpflegerin oder Leichenwäscherin behindert wurde. Sogar Sklavinnen wurden unter eine Ausnahme gestellt, um sie frei von behördlicher Gängelei auf dem Sklavenmarkt feilbieten zu können. Obwohl von einem generellen Ausgehverbot danach keine Rede mehr sein konnte, ist al-Hākim auch in diesem Aspekt zum Vorbildgeber moderner Tugendwächter geworden. Das gesetzliche Gebot zur Verschleierung war gleichfalls eine mit seinem Namen eingeführte Neuerung, indem das offene Tragen des Kopfhaares durch Frauen kurzerhand als munkar definiert wurde.
Nach al-Hākims Verschwinden sorgte seine Schwester Sitt al-Mulk für die Aufhebung aller von ihm erlassenen Sittengesetze, womit sehr zur Freude zeitgenössischer Kommentatoren das öffentliche Leben Ägyptens wieder den liberalen Zustand vor seiner Herrschaft annahm.

### Gleichstellung der Sunna
Das Augenmerk der muslimischen Geschichtsschreibung in Bezug auf al-Hākim lag im Besonderen auf dessen Verhältnis zu seinen muslimischen Untertanen und seine von Wankelmütigkeit gekennzeichnete Bilanz gegenüber den Anhängern der unterschiedlichen Glaubensfraktionen. Entsprechend polarisierend gestaltete sich die Urteilsbildung über ihn, je nach Grad der Parteilichkeit der Kommentatoren gegenüber der Sunna oder Schia. Und besonders das Urteil der sunnitischen Fraktion fiel vernichtend aus.
Als ihr religiöser Vorsteher (imām) stand al-Hākim im Zentrum der Glaubenslehre der schiitischen Ismailiten, für die allein er die Vermittlung der wahren Religion Gottes garantieren konnte, die sich für den einfachen Gläubigen unerkennbar hinter dem äußerlichen Wortlaut des Korans verbirgt. Und dem schiitischen Bekenntnis folgend gebührt auch allein dem rechtmäßigen Imam die legitime Stellvertretung (ḫilāfa) des Propheten in der Befehlsgewalt über die muslimische Welt (umma), worauf der Herrschaftsanspruch der Fatimiden gründete. In der historischen Wirklichkeit aber stellten die Ismailiten innerhalb dieser muslimischen Welt zu allen Zeiten nur eine religiöse Minderheit dar, selbst während des Machthöhepunktes „ihres“ Kalifats. Die überwiegende Mehrheit aller Untertanen al-Hākims bekannte sich vor und nach ihm ungeachtet aller missionarischen Anstrengungen zur sunnitischen Auslegung des Islam, was auch in der Tatsache begründet lag, dass die Annahme der ismailitischen Glaubenslehre auf Freiwilligkeit beruhte und die Schia Zwangskonvertierungen ablehnte, selbst als sie während der Existenz ihres Kalifats über die dazu notwendigen Machtmittel verfügte. Das Zusammenleben zwischen Sunniten und Ismailiten im Fatimidenstaat hatte sich in Parallelwelten eingerichtet, wobei die Ismailiten die klerikalen und staatlichen Hierarchien besetzten, die Sunniten in der Gestaltung ihres Alltagslebens aber nicht weiter behelligten. Beide Gruppen folgten dabei den Grundsätzen ihrer jeweiligen Rechtsschulen. Seitens der Sunniten wurden die Fatimidenkalifen als rein weltliche Machthaber akzeptiert, solange sie für stabile Verhältnisse sorgten, die Geschäfte nicht behinderten und den reibungslosen Ablauf der Pilgerfahrten garantierten. Die ersten Fatimiden hatten damit an die seit der arabischen Eroberung Ägyptens geübten Praxis der weitgehenden Toleranz der Herrschenden gegenüber den Beherrschten angeknüpft, zumal gerade das Nilland ein Schmelztiegel unterschiedlichster ethnischer, kultureller und religiöser Prägungen war, in dem nur eine gegenseitige Akzeptanz für ausgeglichene und stabile Verhältnisse sorgen konnte. Doch unter al-Hākim sollte dieser Zustand eine nachhaltige Zäsur erfahren.

Die Amr-Moschee von Kairo ist das älteste islamische Gotteshaus Ägyptens und war in der fatimidischen Ära auch die Hauptmoschee der ägyptischen Sunniten.

Die ersten im Jahr 1004 von al-Hākim getätigten Erlasse zur sittlichen Erziehung des Volkes wiesen eine deutlich schiitisch-ismailitische Handschrift auf, besonders die Speisegebote, die unter anderem das Verbot zum Verkauf von Fischen ohne Schuppen oder von Speisen mit als anrüchig geltenden Namen enthielten, stellten einen tiefen Einschnitt in die Essgewohnheiten der sunnitischen Mehrheitsbevölkerung dar. Offenbar stand dahinter die Absicht, seine Pflichten als Imam der Schia ernst zu nehmen und bis ins Detail zu erfüllen, und offenbar hatten seine Anhänger dahinter eine Aufforderung zu einem offensiveren Eintreten für ihre Sache erkannt. Jedenfalls hatte sich noch im selben Jahr das Klima zwischen Schiiten und Sunniten gefährlich erhitzt, nachdem das von den Schiiten traditionell geübte „Schmähen der Altvorderen“ (sabb as-salaf) der für Sunniten heiligen, aber von Schiiten als Todfeinde betrachteten, Gefährten des Propheten überhandnahm und es zu ersten gewalttätigen Zusammenstößen zwischen den Gruppen kam. Die Zerstörung der sunnitischen Amr-Moschee von Alexandria durch radikalisierte Ismailiten fiel offenbar in denselben Kontext. Gleichwohl ist dazu zu bemerken, dass der Kalif eine programmatische Diskriminierung der Sunniten in keinem seiner Erlasse angeordnet hatte.
Aber schon im Jahr 1005 vollzog al-Hākim eine erste politische Kehrtwende. Hatte er sich die ersten Jahre seiner Regierung noch als rein ismailitischer Imam profiliert, schlug er nun den Weg der Annäherung an die Sunniten ein. Per Erlass untersagte er den Schiiten zum Festtag Aschura (10. Oktober 1005) das traditionelle Schmähen der Altvorderen. Einer seiner Vollzugsbeamten soll sogar einen Schiit enthauptet haben, der es wagte öffentlich Aischa zu beleidigen. Dieses Entgegenkommen des schiitischen Kalifen gegenüber den Sunniten war vor dem Kontext des im September 1005 erfolgten Aufstandes des Abu Rakwa in der Kyrenaika motiviert, der ja eine dezidiert sunnitische Programmatik gegen die Fatimiden verfolgte. Und um dem Aufstand argumentativ den Wind aus den Segeln zu nehmen, war al-Hākim offenbar zur Einsicht des Einlenkens gegenüber den Befindlichkeiten seiner sunnitischen Untertanen gelangt. Den Weg der Annäherung setzte der Kalif auch nach dem Ende des Abu Rakwa 1006 fort, zumal der schon 1008 erfolgte Beduinenaufstand in Palästina denselben Voraussetzungen folgte. Im Januar 1007 ordnete er das Tilgen aller Aufschriften mit Schmähungen der Altvorderen im öffentlichen Raum an und im Mai 1009 ging er in einem regelrechten Toleranzedikt so weit, die sunnitischen Riten mit denen der Schiiten rechtlich gleichzustellen. Zugleich durften die Gemeinden nun unabhängig voneinander die Zeit des Fastenbrechens, ein alter Streitpunkt unter den Konfessionen, für sich selbst bestimmen. Das göttliche Gebot, wonach es in der Religion keinen Zwang geben darf (Sure 2:256), diente als Begründung für diese Maßnahmen. Al-Hākims Politik des Entgegenkommens gipfelte im Juli 1010 in seinem Erlass zur Einstellung der ismailitischen Mission, der Abschaffung ihrer besonderen Fiskalabgaben (hūms), dem Ersetzen des schiitischen Gebetsrufs zugunsten des sunnitischen und der allgemeinen Wiederherstellung sonstiger sunnitischer Religionspraktiken. Diese Maßnahmen bedeuteten nichts anderes als eine radikale Umwälzung des fatimidischen Staatscharakters, indem nach der Gleichstellung der Sunna mit der Schia im Jahr zuvor nun die vollständige Restaurierung der Sunna erfolgte.

### Zurückweisung der Sunna
Dass unter diesen Umständen das Ansehen al-Hākims in der sunnitischen Nachwelt doch ins Negative abdriftete, war, neben der für Sunniten obligatorischen anti-ismailitischen Propaganda der Abbasiden in Bagdad, seinem zweiten nur fünf Monate nach der sunnitischen Restaurierung erfolgten radikalen Richtungswechsel geschuldet. Am 7. Dezember 1010 ordnete al-Hākim in nur einem Erlass die Zurücknahme aller vergangenen seine Politik des Entgegenkommens betreffenden Erlasse und die Wiederherstellung der ismailitischen Missionstätigkeit und Wiederzulassung aller schiitischen Feste und Gebräuche an. Im Endeffekt wurde damit eine Wiederherstellung des status quo ante 1005 vollzogen, womit das Sunnitentum zwar nicht verboten, sich doch aber wieder den Auslegungen und Befindlichkeiten des herrschenden Ismailitentums unterzuordnen hatte. Die augenfällige Wankelmütigkeit der hākim’schen Politik gegenüber der Sunna mag in einer Abhängigkeit des Kalifen, der gegenüber Einflüsterungen seiner schnell wechselnden Favoriten besonders empfänglich gewesen sein soll, zu den unterschiedlichen rivalisierenden Gruppierungen am Hof begründet sein. Auch der Eindruck äußerlicher Umstände wie die sunnitisch konditionierten Aufstände in der Kyrenaika und Palästina dürften ihren Anteil daran gehabt haben. Aber gerade der Hof und die klerikale Hierarchie von Kairo waren stark ismailitisch geprägt und gerade für Ismailiten muss das Entgegenkommen al-Hākims, ihres angebeteten Imams, gegenüber der Sunna befremdlich gewirkt haben. Spätestens mit der sunnitischen Restaurierung vom Juli 1010 war er für sie einen Schritt zu viel gegangen, worauf sich am Hof eine einflussreiche reaktionäre Bewegung gebildet haben muss, die in ihrem Sinne erfolgreich auf den Kalif einwirkte.
Die Umkehr vom Dezember 1010 hatte der ismailitischen Schia und ihrer Mission die Vormachtstellung in Ägypten einstweilen bewahrt, doch hatte sie einen nachhaltigen Anteil an den sich im Verlauf des 11. Jahrhunderts verhärtenden dogmatischen Fronten zwischen Schiiten und Sunniten gehabt, die sich in zunehmendem Maße unversöhnlicher gegenüberzustehen pflegten. Im Standpunkt der Sunna begann sich das Ismailitentum in den Schein der Ketzerei (malāḥida) zu stellen, die es im Sinne einer von ihr definierten islamischen Orthodoxie zu bekämpfen galt. Und al-Hākim selbst wurde darin durch die Jahrhunderte hindurch zum Erzschurken stilisiert, der als Tyrann das Volk mit unsinnigen Erlassen verwirrt und malträtiert habe. Die Polemik der im Triumph ihrer Sache von 1171 begünstigten abbasidischen Hofhagiographie von Bagdad unterließ keine Anstrengungen, den Charakter des Fatimiden nachhaltig zu verzerren, bis er die Gestalt eines blutrünstigen Psychopathen angenommen hatte, der jahrelang in unterirdischen Gängen dahinvegetiert, sich die Haare zu einer verfilzten Löwenmähne habe wachsen lassen und das Schneiden der Fingernägel unterlassen habe, bis sie Adlerklauen glichen. Einem orientalischen Gilles de Rais gleich soll er sich schließlich auch an der Ausweidung junger Knaben ergötzt haben. Dieses Horrorbild al-Hākims, das ausschließlich auf der Überlieferung seiner Feinde beruht, ist auch bis in die jüngere Wissenschaft hinein oft unkritisch übernommen wurden, worauf einige europäische Betrachter sogar einen Vergleich mit dem des Caligula anstrengten. Erst seit der vermehrten Berücksichtigung der zeitgenössischen Annalistik und der darin oft im Wortlaut zitierten herrscherlichen Erlasse, tritt die historische Person zunehmend aus dem Schatten der schwarzen Legende hervor.
Ungeachtet der Kehrtwende vom Dezember 1010 scheint al-Hākim den Gedanken an einen gewissen Ausgleich zwischen Sunna und Schia nicht gänzlich aufgegeben zu haben. Jedenfalls scheint dieser Gedanke hinter seiner im Jahr 1013 als Testament verfügten Nachfolgeregelung gestanden zu haben, in der er eine für die islamische Geschichte als Novum auftretende Gewaltenteilung ins Auge fasste. Demnach sollte die Würde des Kalifen von jener des Imams der ismailitischen Schia getrennt werden. Während erstere im Rahmen einer der rein weltlichen Machtausübung dienenden Funktion definiert wurde, der sich alle Untertanen gleich welcher religiösen Konfession zu unterwerfen hatten, sollte sie ihres ismailitischen Charakters durch die Trennung von der geistlichen Würde des Imamats entkleidet werden, welches sich dagegen nur noch auf die religiöse Leitung seiner Anhängerschaft zu beschränken hätte. Um diesen Bruch in der fatimidischen Staatsauffassung unmissverständlich zu vollenden, ist al-Hākim von der in der ismailitischen Schia bis dahin streng gehandhabten Vater-Sohn-Designation (naṣṣ) abgewichen, indem er unter Übergehung seines eigenen Sohnes zwei seiner Cousins, die Prinzen Abdarrahim (gest. ~1021/23) und Abbas (gest. 1025), in der Nachfolge beider Würden öffentlich designierte. Als Präzedenz konnte er auf den Propheten selbst verweisen, der ja selbst einst seinen Cousin Ali zur Nachfolge designiert habe. Im selben Jahr soll al-Hākim mehrere seiner Konkubinen und deren Kinder grausam umgebracht haben, angeblich auch um die Nachfolge seiner Cousins unbestreitbar zementieren zu können. Seine Nachfolgeregelung ist nach seinem Verschwinden dennoch nicht realisiert wurden; der fatimidische Staatsapparat war trotz allem von Ismailiten dominiert, mit seiner Schwester Sitt al-Mulk als Zentrum der Opposition, für die eine Aufgabe ihrer Vormachtstellung nicht in Frage kam. Im fatimidischen Kalifat sollte sich auch weiterhin nicht nur die Herrschaft der Nachkommen Alis, sondern auch die Herrschaft des ismailitischen Glaubens von der „wahren Religion“ (dīn al-ḥaqq) manifestieren, bis zu seinem Ende im Jahr 1171.

### Diskriminierung der Christen
In die Überlieferungsgeschichte nahezu aller christlichen Kirchen des Orients wie Okzidents ist al-Hākim als grausamer Christenverfolger im geistigen Erbe eines Nero, Decius oder Julian eingegangen. Dieses Bild wurde, wie jenes des psychopathischen Ketzers der Sunniten, in den Jahrhunderten überzeichnet, beeinflusst durch die Märtyrerlegenden der koptischen und melkitischen Kirchen. Auch wenn die Christen des Orients tatsächlich keinen Anlass hatten, den Kalifen in freundlicher Erinnerung zu behalten, so lässt sich das Bild eines in besonderer Weise grausam herausragenden Verfolgers nach Quellenlage nicht belegen.
Seit der arabischen Eroberung von 639 verkörperten die Christen die Kontinuität der römisch-byzantinischen Staatskunst im nun islamischen Ägypten. Noch bis weit in die fatimidische Ära hinein hatten sie sogar die Bevölkerungsmehrheit gestellt. Den jeweiligen muslimischen Herrschern galten sie als „Leute des Buches“ (ahl al-kitāb) und damit als Schutzbefohlene (ahl aḏ-ḏimma), die für ihre Bereitschaft zur Unterwerfung durch Leistung einer Kopfsteuer (ǧizya) eine Garantie (amān) auf ihre Sicherheit und materiellen Besitzstand, wie die Ausübung ihrer religiösen Praktiken erhalten haben, die auch von den Fatimiden bei ihrer Machtübernahme 969 bestätigt wurde. Auch für die neue Dynastie wurden die für ihre Gelehrsamkeit und Fachkompetenz geschätzten Christen im Fatimidenstaat ein unverzichtbarer Bestandteil der Hof- und Finanzverwaltung. Die Teilnahme von muslimischen Würdenträgern an bedeutenden christlichen Festen war für jene Zeit nichts Unübliches, wie auch der junge al-Hākim als Ehrengast beim Weihnachtsfest des Jahres 1000 anwesend war. Im selben Jahr haben in Jerusalem der Muezzin und der lokale muslimische Emir der Stadt am Entzünden des Osterfeuers teilgenommen. Der Kalif selbst war als Sohn einer melkitischen Christin von Kindheit an mit dem Milieu der höchsten christlichen Würdenträger seines Reiches vertraut. Seine gesamte Regierungszeit hindurch hatte er Christen in die höchsten Staatsämter befördert und diese gleichwohl auch hart bestraft, wenn sie sich seiner Gnade als unwürdig erwiesen hatten. Aber darin hatte er in seinem Regime keinen Unterschied zu unfähigen oder bestechlichen Beamten anderer Konfessionen gemacht, weshalb die nachträglich angestrengten Beschreibungen von Strafaktionen gegen korrupte christliche Beamte als Märtyrienviten, wie in der koptischen Patriarchengeschichte geschehen, als übertrieben erscheinen.
Ab 1004 nahm al-Hākim eine Diskriminierungs- und Einschränkungspolitik gegenüber der christlichen Religion auf. In der muslimischen Geschichte gab es schon vorher eine solche Traditionslinie, der schon der sunnitische Kalif al-Mutawakkil, wie auch al-Hākims Vater, al-ʿAzīz gefolgt war. 1004 und 1008/09 ließ al-Hākim Edikte seines Vaters zum äußerlichen Kennzeichnen (ġiyār) von Christen neu auflegen, die sich nun in der Öffentlichkeit durch einen schwarzen Turban und Gürtel sowie durch ein kleines um den Hals getragenes Holzkreuz in öffentlichen Bädern kennzeichnen mussten. Ab 1007 verfügte der Kalif die Einschränkung christlicher Zeremonien in der Öffentlichkeit, wie den Prozessionen zum Palmsonntag oder die Kreuzerhöhung. Ferner sollten die Kreuzsymbole von den Kuppeln der Kirchen entfernt, wie auf das Rufen zum Gebet durch den hölzernen Gong verzichtet werden. Insgesamt zielte al-Hākim damit auf die Entfernung der christlichen Religion aus dem öffentlichen Raum ab, die sich fortan nur noch im Privaten auszudrücken habe. Neben seiner zunehmenden Frömmigkeit dürften diese Maßnahmen auch einem Bedürfnis des Kalifen zur äußerlichen Demonstration seiner unbedingten Unterwerfung (islām) gegenüber der koranischen Offenbarung Gottes und sein bedingungsloses Eintreten für diese gestanden haben, hatte doch unter sunnitischen Wortführern die ismailitische Lehre im Verdacht der Ketzerei gestanden. Seine Abstammung von einer christlichen Mutter dürfte ihr Übriges beigetragen haben, den Verdacht mangelnder Standhaftigkeit im Glauben durch eine restriktive Haltung gegenüber den Christen von sich zu weisen. Insofern stellt sich al-Hākims Diskriminierung der Christen als Bestandteil seiner zwischen 1005 und 1010 verfolgten Politik der Annäherung an die Sunniten dar. Und wie schon in diesem Bereich, gingen seine Anstrengungen auch hier bald in für jene Zeit nicht gekannte Extreme über.
Noch im Laufe des Jahres 1002/03 hatte al-Hākim im Zuge einer Volksumsiedelung innerhalb der Stadtgrenzen von Kairo der melkitischen Gemeinde den Bau von drei neuen Kirchen in ihrem neuen Viertel genehmigt. Doch im Dezember 1007 erfolgte unter Bruch der Sicherheitsgarantie von 639 sein Erlass zur Beschlagnahmung aller Kirchengüter in allen Provinzen seines Reiches, der am 20. März 1008 zum Tag des heiligen Lazarus vollstreckt wurde. Sogar die Konfiszierung des Privateigentums seiner Mutter, Schwestern und Tanten hatte er angeordnet. Die beschlagnahmten Landgüter und Stiftungen der christlichen Gemeinden wurden im Anschluss an muslimische Beamte und Offiziere verkauft, um mit dem Erlös die klamme Staatskasse aufzufüllen, womit auch das Hauptmotiv hinter den Güterkonfiszierungen und Abrissanordnungen genannt ist. Im März 1009 setzte schließlich mit dem Abriss der orthodoxen Kirche der Gottesmutter von Damaskus die Zerstörung von Kirchengebäuden und Klöstern ein. Ein Generalbefehl zum Abriss aller christlichen Gebetshäuser ist nicht ergangen, vielmehr resultierten die Zerstörungen aus einzelnen Anordnungen des Kalifen. In Ägypten konzentrierte sich das Zerstörungswerk mit Ausnahme der Marienkirche „die Altehrwürdige“ (al-ʿAǧūz) in Damiette auf die Residenzstadt Kairo, wo die griechische „Marienkirche an der Brücke“ (Maryam al-Qanṭara) zerstört wurde. Am 18. April 1010 wurde das dem heiligen Johannes geweihte „Kloster des Zwerges“ (Dair al-Qaṣīr) auf dem Mukattam niedergerissen. In diesem Zusammenhang ist der einzige Todesfall in der Phase der hākim’schen Diskriminierungspolitik dokumentiert, als der Kalif in aller Heimlichkeit die Enthauptung seines Onkels Arsenios anordnete, des melkitischen Patriarchen von Alexandria und Metropoliten von Fustat-Misr, offenbar weil sich Arsenios der Zerstörung des Klosters demonstrativ in den Weg gestellt hatte. Arsenios Schicksal ist das einzig bekannte christliche Martyrium in der hākim’schen Ära. Weiterhin mussten für den Bau der Moschee von Raschida drei koptische Kirchen weichen. In Palästina wurde ein Frauenkloster (Dair as-Sarī) in der Nähe von Jerusalem, die von Karl dem Großen gestiftete Kirche Santa Maria de Latina in Jerusalem und in ar-Ramla die Georgskirche abgerissen. Das berühmte Katharinenkloster auf dem Sinai wurde durch das Verhandlungsgeschick eines Mönchs vor der Zerstörung bewahrt, der zu bedenken gab, dass die Kosten einer Zerstörung den Wert des daraus zu gewinnenden Baumaterials bei weitem übersteigen würden.

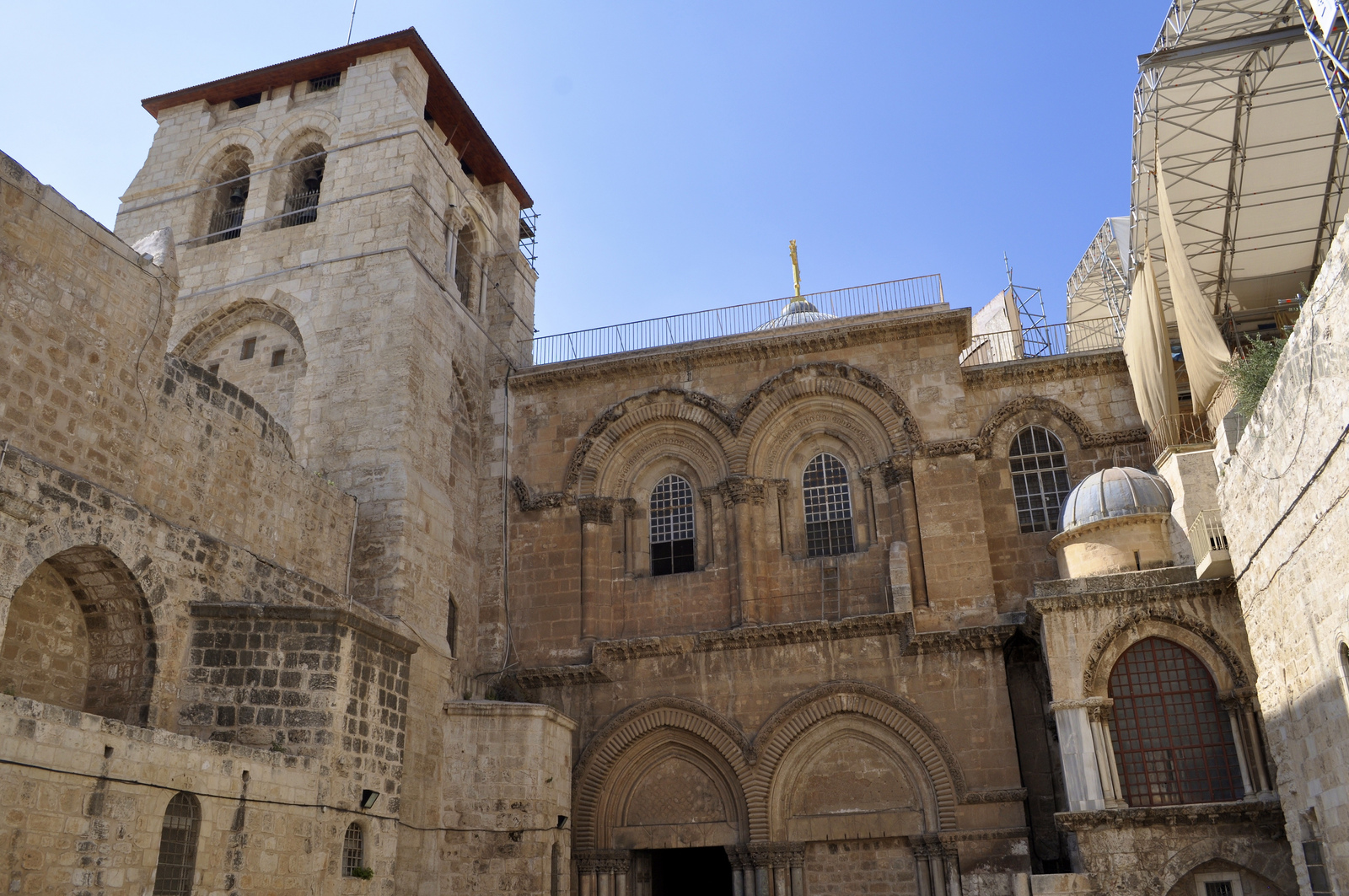
Die Kirche des Heiligen Grabes Jesu Christi zu Jerusalem

Am folgenschwersten war die Zerstörung der Grabeskirche in Jerusalem, dem heiligsten Ort der Christenheit. Auf einen Erlass von al-Hākim hin wurde ab dem 27. September 1009 die Grabeskirche abgerissen. Laut christlicher Überlieferung habe das dort am Karsamstag stattfindende Lichtwunder die Missbilligung des Kalifen als Betrug erregt und seine Entscheidung zum Abriss beeinflusst. Der Patriarch von Jerusalem wurde über die Entscheidung des Kalifen vorher informiert, weshalb die meisten Reliquien und beweglichen Kirchenschätze rechtzeitig in Sicherheit gebracht werden konnten, bevor der historische konstantinische Bau der Zerstörung anheimfiel. Das herrscherliche Dekret zum Abriss der Grabeskirche musste der christlich-nestorianische Kanzleichef des Kalifen ausfertigen. In dem Monat, in dem der Abriss begann, ernannte al-Hākim einen Christen zu seinem Wesir. Die Zerstörung der Grabeskirche bewirkte maßgeblich das negative Urteil der christlichen Geschichtsschreibung über al-Hākim. Wohl über die Berichterstattung italienischer Seehändler übermittelt, ist die Nachricht von der Schändung der Grabeskirche schnell bis in das ferne Westeuropa durchgedrungen, wo der südfranzösische Chronist Ademar von Chabannes seiner Empörung über den „König von Babylon“ (rex Babilonius), dem neuen Nebukadnezar (Nabuchodonosor), freien Lauf ließ. Möglicherweise waren zu diesem Anlass erstmals überhaupt Überlegungen zu einem geschlossenen Vorgehen der abendländischen Christen gegen die Muslime aufgekommen, wenn auch ein entsprechender Aufruf Papst Sergius’ IV. (gest. 1012) wohl eine Fiktion späterer Zeit war. Jedenfalls begann sich seither im Okzident die Auffassung vom Schutz des heiligen Grabes durch die Errichtung einer christlichen Herrschaft über Jerusalem und das Heilige Land durchzusetzen, dem Kerngedanken im Kreuzzugsaufruf Papst Urbans II. auf der Synode von Clermont 1095.
Die Zerstörung der Kirchen und Klöster geschah in einem organisierten Rahmen, die Gebäude wurden nicht etwa in einem Akt religiös motivierter Wut durch eine aufgebrachte Volksmenge zerstört, sondern von professionell arbeitenden Abrisskommandos abgetragen, da das Baumaterial zugunsten der Staatskasse weiterverkauft werden sollte. Aus Sicht der Christengemeinden hatte dies jedoch kein Gewicht in der Beurteilung ihrer Lage. Zum ersten Mal seit der muslimischen Eroberung des ehemals christlich-byzantinischen Ägyptens wurde ihnen durch die Politik al-Hākims ihr Status als Menschen zweiter Klasse deutlich vor Augen geführt, die in Missachtung ihrer religiösen Befindlichkeiten zu diskriminieren und zu schröpfen erlaubt war. Denn die Hand an die Besitztümer der muslimischen Moscheen oder Stiftungen zu legen hatte sich für den fundamentalistisch islamischen Kalifen verboten. Die Diskriminierung erhielt ab 1013 eine neue Qualität mit dem Vorhaben, den traditionell stark christlich geprägten Staatsapparat zu islamisieren, indem al-Hākim alle christlichen Staatsdiener vor die Wahl stellte zum Islam zu konvertieren oder mit ihren Familien sein Reich zu verlassen. Viele christliche Beamte nahmen darauf tatsächlich den Islam an, wenn auch in vielen Fällen nur zum Schein, doch erstmals seit der islamischen Eroberung wurden nun Christen in großer Zahl zum Exil in christliches Gebiet genötigt, vor allem nach Byzanz und Abessinien. Auch der Arzt Yahya al-Antaki (gest. 1065), dessen Chronik zu den wichtigsten zeitgenössischen Berichten der hākim’schen Ära zählt, gehörte zu den Vertriebenen.
Wie schon in seiner Politik des Entgegenkommens gegenüber den Sunniten, war die hākim’sche Diskriminierung der Christen von Wankelmütigkeit und sprunghaftem Sinneswandel des Kalifen geprägt. Im Jahr 1019/20 erfolgte eine Wende, als der Kalif die Diskriminierungsdekrete teilweise aufhob und die offene christliche Religionsausübung wieder zuließ. Als Argument konnte er auch hier wieder auf das göttliche Gebot von der Zwanglosigkeit in der Religion (Sure 2:256) zurückgreifen. Dies beinhaltete auch die Rückgabe aller bis dahin konfiszierten Kirchengüter und den Wiederaufbau aller abgerissenen Kirchen und Klöster. Einige von ihnen konnten teilweise mit ihrem originalen Baumaterial wiedererrichtet werden. Die Baustelle des „Klosters des Zwerges“ auf dem Mukattam wurde von al-Hākim nun regelmäßig aufgesucht, der hier neben der Erkundigung über den Baufortschritt auch innere Ruhe und Einkehr suchen konnte. Nach seinem Verschwinden wurde an diesem Ort als erstes nach ihm gesucht. Auch in Jerusalem durften die Christen nun wieder am heiligen Grab beten und Kirchenfeste begehen, wenn auch der Wiederaufbau der Basilika erst unter al-Hākims Nachfolger erfolgte. Im Dezember 1020 wurden weitere der Religionseinschränkung dienenden Erlasse aufgehoben und den zum Übertritt zum Islam genötigten Beamten wurde es freigestellt wieder zur Religion ihrer Väter zurückzukehren. Die alten Schutzgarantien gegenüber der Gemeinde wurden erneuert, so dass einige in den Jahren zuvor exilierte Christen nach Ägypten zurückkehrten. Allerdings mussten sie dazu die bis dahin angefallene Kopfsteuer nachzahlen und Zwangskennzeichnung blieb weiterhin in Kraft.
Mit einer Zwangskennzeichnung durch das Tragen eines kleinen Glöckchens und der dokumentierten Zerstörung einer Synagoge in Kairo hatte die jüdische Gemeinde Ägyptens unter al-Hākim weniger Diskriminierungen zu erdulden als die Christen. Dieser Umstand trug möglicherweise zum zeitnahen Aufkommen von Verschwörungstheorien im christlichen Europa bei, wonach al-Hākims Christendiskriminierung durch Einflüsterungen von Juden verursacht worden sei. Schon Ademar von Chabannes hatte einen solchen Verdacht geäußert, den etwas später Rodulfus Glaber konkretisierte, indem dieser der Judengemeinde von Orléans eine Mitverantwortung an der Zerstörung der Grabeskirche anlastete, die mit dem „Fürst von Babylon“ (Principem Babylonis) in Kontakt gestanden und diesen zu dem Frevel angestachelt habe. Während der „Häresie von Orléans“ habe König Robert II. auch mehrere vermeintlich daran beteiligte Juden durch den Feuertod bestraft. Diese Nachrichten stehen am Anfang der ab dem späten 11. Jahrhundert in Europa vermehrt aufkommenden antijüdischen Polemik in der christlichen Propaganda, die mit dem Anfang der Kreuzzugsbewegung in den ersten physischen Angriffen gegen lokale Judengemeinden mündeten.

### Gott auf Erden – die Drusen
Zu den von der Geschichtsschreibung gegen al-Hākim erhobenen Vorwürfen gilt die der Selbstvergottung (Apotheose) als die Schwerwiegendste, die von beiden Seiten, der muslimischen und christlichen, ins Feld der Argumente eingeführt wurden und noch werden. Durch seine Missionare habe er die kleine in den Bergen des Libanon lebende Volksgruppe der Drusen dazu gebracht, ihn als Gott anzubeten. Dieser Vorwurf gründet dabei auf der Unkenntnis über die Beschaffenheit der ismailitischen und die aus ihr heraus erfolgten Genese der drusischen Glaubenslehre, an deren Entstehung al-Hākim nach einer eingehenden Prüfung der zeitgenössischen Überlieferung und des drusischen Schrifterbes allenfalls einen passiven Anteil genommen hatte. Von einer Selbstvergottung aber kann unter dieser Berücksichtigung keine Rede mehr sein.
Das Wesen der ismailitischen Glaubenslehre neigte zu allen Zeiten zum Antinomismus, erkennt sie doch in allen offenbarten Gesetzesreligionen – Judentum, Christentum, Islam – nur äußerliche (ẓāhir) Hüllen, hinter deren Wortlaute sich die „wahre Religion“ verberge (bāṭin), die von allen Geboten und Verboten befreite reine Anbetung Gottes durch den Menschen. Dazu sollte aus den Reihen ihrer „Vorsteher“ (imām) jener finale Prophet hervorgehen, jener „Auferstehende/Erscheinende “ (al-Qāʾim), dem die Verkündigung von der „Aufhebung des Gesetzes“ (rafʿ aš-šarīʿa) obliege, mit der die Abrogation der koranischen Offenbarung und ihrer islamischen Deutung einhergehe und der Zustand der reinen Anbetung Gottes eintrete. Die Verwirklichung dieses Heilsversprechen war ursprünglich mit der Person des verborgenen „rechtgeleiteten Vorstehers“ (al-imām al-mahdī) verbunden, mit dessen Hervortreten aus der „Verborgenheit“ (ġaiba) das Einläuten der „Endzeit/Auferstehung“ (qiyāma) und mit ihr das Ende aller Gesetzesreligionen zugunsten der reinen Anbetung Gottes zusammenfallen sollte. Der Mahdi der Ismailiten war al-Hākims Ur-Ur-Urgroßvater Abdallah ibn Hussein (gest. 934), der 909 aus der Verborgenheit hervorgetreten und wenige Monate darauf zum ersten Kalif der Fatimiden proklamiert worden war. Doch zur Enttäuschung vieler Gläubiger war auf dieses Ereignis nicht die versprochene Aufhebung des Gesetzes erfolgt, die der Verlautbarung des Mahdis gemäß auf einen späteren unbestimmten Zeitpunkt verschoben wurde. Bis dahin aber hätten sich alle Gläubige auch weiterhin dem aus der koranischen Offenbarung Gottes abgeleiteten „Gesetz“ (šarīʿa) zu unterwerfen. Trotz alle dem war die Aufhebung des Gesetzes die große Versuchung der Schwärmer geblieben, der Ungeduldigen unter den Gläubigen, die in Überschreitung der ismailitischen Glaubenslehre dazu bereit waren, die Aufhebung des Gesetzes unter Missachtung der Weissagungen ihres Imams zu erzwingen. Dabei oblag es in der Lehre der Ismailiten allein der dazu befähigten Person des Imams, den Anbruch des gesetzeslosen Glaubens an Gott zu erkennen und zu verkünden. Jene Ungeduldigen aber, die sich selbst eine solche Befähigung anmaßten, drohten vom Standpunkt der Glaubensgemeinschaft in eine Häresie abzugleiten. Sie galten als „Übertreiber“ (ġulāt) und wurden im Extremfall als glaubensabtrünnige Ketzer verfolgt.
Nahezu alle Imam-Kalifen der Fatimiden hatten sich seit dem Hervortreten ihres Imamats mit solch ungeduldigen Übertreibern in ihrer Gefolgschaft auseinandersetzen müssen. Mit harter Hand haben sie dabei die ismailitische Glaubensverfassung verteidigt, in der sie als Imame im Zentrum der alleingültigen Glaubensauslegung standen, indem sie Abweichler hart bestraften, wenn nicht gar vernichteten. Insgesamt haben sie damit die innere Geschlossenheit der Glaubensgemeinschaft, die ja selbst in der muslimischen Welt nur eine Minderheit repräsentierte, bis in das 11. Jahrhundert hinein erfolgreich aufrechterhalten können. Und doch war die Glaubensgemeinde besonders in jenen Gebieten der muslimischen Welt, die sich dem unmittelbaren Zugriffsbereich des Fatimidenkalifats entzogen, den Einflüssen unterschiedlichster theologischer und philosophischer Lehrmeinungen ausgesetzt gewesen. Im heutigen Ostiran hatte besonders die Schulrichtung des Neuplatonismus die Faszination der ismailitischen Gelehrten geweckt, über die neue Denkmodelle bis in die unmittelbare Umgebung des fatimidischen Hofes zu Kairo vermittelt wurden. Und gerade persische Gelehrte und Missionare aus dem näheren Umfeld al-Hākims waren es, die in Kairo ab dem Jahr 1015 für Unruhe und Zwietracht in der ismailitischen Glaubensgemeinde sorgten, die letztendlich das Entstehen der „Religion des Einzigkeitsbekenntnisses“ (dīn ad-tauḥīd) beförderten. Der Kernsatz dieser neuen Religion lautete vereinfacht, dass die „Auferstehung“ (qiyāma) angebrochen ist, die letzten durch Mohammed verkündeten Gebote Gottes und das auf ihr basierende Gesetz sind aufgehoben. Sie sind der kult- und gesetzeslosen Urreligion gewichen, die einst der erste Mensch Adam praktizierte, die selbst nur noch die Anerkennung der „Einzigkeit“ (tauḥīd) Gottes (Allāh) kennt. Sofern folgte diese Lehre noch jener des ismailitischen Heilsversprechens, doch bestand zu diesem ein entscheidender und unüberbrückbarer Gegensatz. Nach dem Sündenfall, der zur Entstehung der Materie führte und die Menschen darin gefangen wurden, hatte sich Gott den Blicken der Menschheit entzogen, doch zur Essenz der Auferstehung gehört die erneute Anschauung Gottes, wodurch der Mensch zur Erkenntnis über dessen Einzigkeit gelangt und zur Urreligion seiner reinen Anbetung vor dem Sündenfall zurückfinden kann. Die Gläubigen der neuen Religion müssen also dem leibhaftigen Gott ansichtig geworden sein, nachdem er sich im materiellen Sein manifestiert hatte. Und ihrem Glauben nach hatte sich Gott in keiner anderen Person als in der des regierenden Kalifen al-Hākim manifestiert.
Für die Vertreter des orthodoxen Ismailitentums hatten sich die Anhänger des neuen Glaubens damit als Ketzer offenbart, denn waren ihrer Lehre nach die Imame der Schia ihres Wesens nach, wenn auch mit der von Gott gegebenen Segenskraft (baraka) ausgestattet, sterbliche Menschen, die von Menschen gezeugt sind und die selbst Menschen zeugen. Des Weiteren war auch nur die Person des Imams allein dank dieser Segenskraft dazu befähigt, die Zeit zum Anbruch der Auferstehung und der mit ihr verbundenen Folgen zu erkennen und zu verkünden, doch von al-Hākim sind dahingehend keinerlei Erklärungen ergangen, worauf zeitgenössische Berichterstatter mit Nachdruck verwiesen. Die seit 1015 in Kairo propagierte Auferstehung war vielmehr das Werk ungeduldiger Übertreiber, eben jener aus Persien stammenden Missionare, die ein entsprechendes Wort des Imams zur Aufhebung des Gesetzes nicht mehr abwarten wollten und diese Entscheidung nun selbst in die Hand nahmen. Der erste namentlich genannte Missionar des neuen Glaubens war Hassan „mit der verstümmelten Nase“ (al-Aḫram), den der orthodoxe Ismailit Hamīd ad-Dīn al-Kirmānī (gest. ca. 1020) in einem Sendschreiben vom November 1017 zur Abkehr des von seiner Warte aus neuen Irrglaubens zu bewegen suchte. Der bedeutendste Missionar des Einzigartigkeitsbekenntnisses aber wurde der Perser Hamza „der Filzmacher“ (al-Labbād), der gleichfalls im Jahr 1017 seine ersten Sendschreiben verfasste, die die Grundlage des maßgeblich von ihm definierten Drusenkanons wurden, der heiligen Schrift der „Schneider“. Die Anhänger der Religion des Einzigkeitsbekenntnisses wurden sehr früh schon unter der Bezeichnung „die Schneider“ (arab.: al-Durziyya) bekannt, ableitend vom Beinamen ihres dritten bedeutenden Missionars, dem aus Buchara stammenden Türken Anuschtekin „der Schneider“ (pers.: ad-Darzī), gleichwohl dieser von seinen eigenen Leuten posthum geächtet werden sollte.
Zeit seines Lebens begegnete al-Hākim den Predigten der übertreibenden Missionare aus Persien mit weitgehender Gleichgültigkeit, gleichwohl er seine ihm zugeschriebene Göttlichkeit in keinem seiner Edikte je hatte verkünden lassen, was für die Anhänger der ismailitischen Lehre als Bestätigung von der Falschheit der drusischen aufgefasst werden konnte. Aber eben in seiner an den Tag gelegten Passivität liegt auch der eigentliche Vorwurf der Geschichtsschreibung gegen al-Hākim begründet, der anders als seine Vorfahren die ketzerischen Missionare hat gleichgültig gewähren lassen, statt ihnen einen Riegel vorzuschieben, womit er durch sein zweideutiges Verhalten die von ihnen betriebene Apotheose seiner Person überhaupt erst ermöglicht habe. Des Weiteren hatte er, wenn auch unfreiwillig, durch die von ihm verfügte doppelte Thronfolge die Propaganda der Drusen-Missionare mit neuen Argumenten befeuert. Weil er zwei seiner Cousins zu Nachfolgern bestimmt hatte, waren die Drusen zu der irrigen Schlussfolgerung gelangt, al-Hākim besäße keine leiblichen Kinder, was zur Bestätigung seines Wesens als leibhaftiger Gott gereiche, da Gott nicht zeugen kann (Sure 112:3). Sowohl Hassan al-Achram als auch Hamza al-Labbad bewegten sich im näheren Vertrautenkreis al-Hākims, was ihnen zu einem gewissen Schutz verhalf, den sie aufgrund dessen benötigten, dass ihre Predigten für das Einzigkeitsbekenntnis schwere Unruhen innerhalb der ismailitischen Schia verursacht hatten. Ihre neue Mission (daʿwa) drohte in Konkurrenz zu der Althergebrachten zu treten und ihre Anhänger lieferten sich mit denen der alten Mission regelmäßig heftige Kämpfe in den Straßen und Moscheen von Kairo. Hassan al-Achram wurde im Februar 1019 während eines Umritts mit dem Kalifen vor dessen Augen von einem aufgebrachten Mann vom Pferd gerissen und erschlagen, worauf al-Hākim den Täter umgehend enthaupten ließ. Im Juni desselben Jahres eskalierte die Lage vor der Amr-Moschee, nachdem dort drusische Provokateure den Zorn des frommen Volkes entfacht hatten. Daraufhin ergriff die Truppe der türkischen Sklavengarde die Initiative, die sich zur Beruhigung des Volkes zur Beseitigung des Anuschtekin ad-Darzi entschloss. Der aber floh rechtzeitig in den Schutz des Kalifenpalastes, in den einzudringen sich die Türken nicht trauten. Als sie am folgenden Tag vom Kalifen die Auslieferung des Anuschtekin verlangen, erklärte al-Hākim ihnen, dass er selbst die Hinrichtung des Predigers veranlasst habe.
Durch sein Verschwinden am 13. Februar 1021 sorgte al-Hākim, erneut unbeabsichtigt, für den letzten endgültigen Nachweis seines Wesens als leibhaftiger Gott. Da sein Leichnam nie gefunden wurde, stand für die Drusen unabstreitbar fest, dass Gott von der materiellen Inkarnation in den körperlosen Zustand zurückgekehrt sei, sich den Blicken der Menschheit wieder entziehend. Für die Drusen bedeutete dies den Beginn einer bis heute andauernden Prüfung, in der sich zeigen sollte, wer unter erschwerten Bedingungen dem Glauben zum einzig wahren Gott die Treue halten sollte. Die Tatsache, dass tatsächlich ein leiblicher Sohn al-Hākims dessen Nachfolge antreten konnte, hat sie in ihrem Glauben nicht mehr erschüttern können. Für die ismailitische Schia haben sich die Drusen zu diesem Zeitpunkt längst in den „Extremismus“ (ġulūw) verstiegen, gegen den unter dem neuen Regime nun eine scharfe Verfolgungswelle einsetzte. Schon bis zum Jahr 1030 war die kleine drusische Glaubensgemeinde aus Ägypten emigriert, die Levanteküste in den Norden hinaufziehend, wo der Zugriff des fatimidischen Zentralstaates längst nicht mehr so fest war. In den Bergen des Libanon ließ sie sich nieder, wo sie noch heute fortbesteht, in der Erwartung einer zukünftigen Wiederkehr Gottes auf Erden.

## Sein Verschwinden
In der Nacht zum Montag, dem 13. Februar 1021, brach al-Hākim auf seinem Esel Mond in Begleitung zweier Reitknechte zu einem seiner obligatorischen Ausritte in die Umgebung von Kairo auf. Bei Anbruch des Morgens trafen sie östlich der Ortschaft Helwan auf eine Gruppe von sechs bis sieben Suwaidī-Beduinen, die gegenüber dem Kalifen eine zu einem früheren Zeitpunkt versprochene Auszahlung einer Geldprämie geltend machten, worauf der Kalif einen seiner Reitknechte anwies, die Beduinen zum Schatzhaus zu geleiten, wo ihnen die Prämie ausgezahlt werden sollte. Kurz danach trennte sich der Kalif auch von seinem zweiten Reitknecht, den er zurück zum Palast schickte, um allein weiter zu reiten. Danach wurde al-Hākim nie wieder gesehen. Nachdem die Hofentourage mehrere Tage lang vergeblich auf seine Rückkehr gewartet hatte, wurde am Sonntag, den 19. Februar ein Suchtrupp ausgesandt, der die Suche zuerst im „Kloster des Zwerges“ auf dem Mukattam-Hügel aufnahm, dem bevorzugten Rückzugsort des Kalifen in den letzten Jahren. Auf den Bergrücken aufgestiegen, konnte der Trupp dort den noch lebenden Esel Mond auffinden, dessen Sehnen der Vorderläufe durch Schwertstreiche durchtrennt waren. Darauf folgten sie den Spuren des Esels, neben denen auch die von zwei Fußgängern zu erkennen waren. Die Spuren endeten an einem Teich östlich von Helwan, in dem die blutdurchtränkten Kleider des Kalifen gefunden wurden, die Spuren von Messerstichen aufwiesen. Am Hof zu Kairo setzte sich danach die Erkenntnis durch, dass al-Hākim einer Mordtat zum Opfer gefallen sein musste, obwohl sein Leichnam nie entdeckt werden sollte.
Sofort übernahm Sitt al-Mulk das Heft des Handelns, indem sie die Beduinen verhaften und trotz deren Abstreitens der gegen sie erhobenen Vorwürfe enthaupten ließ. Der aus dem fernen Antiochia berichtende Yahya al-Antaki (gest. 1065) hielt den gegen die Beduinen gerichteten Verdacht der Prinzessin für plausibel. Offenbar hatten sie al-Hākim, nachdem er allein weiter geritten war, ein zweites Mal aufgesucht, um an ihm ihre Wut auszulassen, nachdem ihnen in der Schatzkammer nicht der von ihnen erhofft hohe Betrag ausgezahlt worden war. Seinen Leichnam hätten sie danach unauffindbar irgendwo in der Wüste verscharrt. Aber schon der sunnitische Richter (qādī) von Kairo Muhammad al-Qudai (gest. 1062), der vermutlich ein Augenzeuge der Vorgänge jener Tage war, hatte dazu den leisen Verdacht von einer Verschwörung gehegt, als deren Sündenböcke die Beduinen ihr Leben geben mussten. Als führende Köpfe hinter der Verschwörung verdächtigte er die Prinzessin Sitt al-Mulk und den Befehlshaber der Kutama-Berber Ibn Dawwas, der zwei seiner Sklaven mit der Ausführung des Mordes betraut habe. Die nur wenige Tage später auf Anweisung der Sitt al-Mulk erfolgte Hinrichtung des Ibn Dawwas samt zwei seiner Sklaven habe den Richter in seinem Verdacht bestätigt, da die Prinzessin Ibn Dawwas dabei als Mörder ihres Bruders angeklagt hatte. In den folgenden Tagen seien weitere enge Vertraute des Ibn Dawwas und der Prinzessin beseitigt worden, womöglich weil sie zu viel wussten. Von den zeitnahen Berichterstattern ist al-Quda’i der einzige geblieben, der einen Verdacht gegen Sitt al-Mulk äußerte, der aber weder von Yahya al-Antaki noch in der koptischen Patriarchengeschichte gegen sie erhoben wurde. Als Sunnit war al-Quda’i auch alles andere als unvoreingenommen, musste er der von Sitt al-Mulk angeführten ismailitischen Reaktion doch mit Argwohn begegnen, da diese die doppelte Thronfolge ihres Bruders und damit die Möglichkeit eines Ausgleiches zwischen Sunniten und Ismailiten als Gefahr für die Machtstellung der Fatimiden-Dynastie erkannte und folglich ablehnte. Neben diesem Motiv könnte auch al-Hākims ambivalente Haltung gegenüber den drusischen Missionaren und den von ihnen provozierten Unruhen innerhalb der ismailitischen Schia des Jahres 1019 Anlass zum aktiv werden gegeben haben. Sitt al-Mulk sollte sich jedenfalls während ihrer folgenden Regentschaft als Verteidigerin der ismailitischen und Verfolgerin der drusischen Mission profilieren.
Erst zum Schlachtopferfest am 27. März 1021 wurde der Tod/das Verschwinden des al-Hākim der Öffentlichkeit verkündet. Der Wortlaut des Anschlages wurde später von den Drusen übernommen; er bildet den Auftakt ihrer heiligen Schrift. In dieser Zeit spielte sich hinter den Palastmauern offenbar der Machtkampf um seine Nachfolge ab, aus dem Sitt al-Mulk als Siegerin hervorging. Am 27. März 1021 ließ sie die Proklamation ihres Neffen Ali (alias az-Zahir) zum neuen Kalifen durchführen, in Übergehung der von ihrem Bruder als Nachfolger erkorenen Cousins, die als ihre Rivalen in den nächsten Jahren beseitigt wurden. Aber noch bis zum Jahr 1043 tauchten mehrere Personen auf, die behaupteten der echte Kalif al-Hākim zu sein.

## Nachkommen
Al-Hākims erstgeborener Sohn war Abu l-Aschbal al-Harith, der ihm am 24. Dezember 1004 (9. Rabīʿ al-awwal 395 AH) von einer unbekannt gebliebenen Mutter geboren wurde. Vielleicht war diese mit jener Sklavin identisch, die ihm anlässlich seines Herrschaftsantrittes im Jahr 1000 seine Schwester geschenkt hatte. Über den Sohn liegen keine weiteren Nachrichten mehr vor, so dass sein Ableben in jungen Jahren zu vermuten ist. Ob er 1013 beim vermeintlichen Terror des Vaters gegen den Harem das Leben verlor, bleibt gleichfalls spekulativ.
Der zweite Sohn al-Hākims war der am 20. Juni 1005 (10. Ramadan 395 AH) geborene Abu l-Hassan Ali, der ihm dann auch unter dem Herrschernamen „der erscheint, um die Religion Gottes zu erhöhen“ (aẓ-Ẓāhir li-ʾIʿzāz Dīn Allāh) als Kalif nachfolgte. Die „Sohnesmutter“ (umm walad) war Prinzessin Amina, deren Beiname „Zauber“ (Ruqya) lautete, die als Tochter des Prinzen Abdallah ibn al-Muizz (gest. 975) eine Cousine ersten Grades war. Mutter und Sohn sollen 1013 als Schutzmaßnahme vor dem Terror des Vaters in den Palast der Sitt al-Mulk aufgenommen worden sein und fortan deren Protektion genossen haben.
Weiterhin hatte al-Hākim noch eine Tochter, die unter der Ehrentitulierung „Herrin Ägyptens“ (Sitt Miṣr) bekannt ist. Wie die meisten Fatimidenprinzessinnen ist sie zeit ihres Lebens unverheiratet geblieben. Sie starb reichbegütert im Jahr 1063 (455 AH).

## Chronisten
Neben der koptisch-alexandrinischen Patriarchengeschichte, die im 11. Jahrhundert zusammengestellt wurde, sind als herausragend zeitgenössische Berichterstatter besonders zu nennen:
- ar-Rudhbari (Aḥmad ibn al-Ḥusain ar-Rūḏbārī), arabisch-ägyptischer Sunnit, Sohn eines Steuerpächters. Er war am 13. Oktober 996 in Bilbais ein Augenzeuge des letzten Ausritts des Kalifen al-ʿAzīz zum Badehaus, gehörte aber wohl nicht der Hofentourage an. Seine Chronik Balaškar al-udabāʾ ist verloren, wurde aber häufig zitiert.
- al-Musabbihi (Muḥammad ibn ʿUbaidallāh al-Musabbiḥī; gest. 1029), arabisch-ägyptischer Sunnit, zunächst Soldat und später Beamter unter Kalif al-Hākim, mit dem er persönlichen Umgang pflegte. Er behandelte dessen Biographie in seiner monumentalen Chronik Ägyptens (Aḫbār Miṣr), die allerdings in großen Teilen nur noch in Abschriften späterer Autoren überliefert ist.
- al-Qudai (Muḥammad ibn Salāma al-Quḍāʿī; gest. 1062), arabisch-ägyptischer Sunnit, Richter und Beamter am Fatimidenhof zu Kairo. Seine Chronik (Tārīḫ) und auch seine Beschreibung der Kairiner Altstadt (Kitāb al-Ḫiṭaṭ Miṣr) wurden von späteren Autoren oft zitiert.
- Yahya al-Antaki (Yaḥyā al-Anṭākī / Johannes von Antiochia; gest. 1065), christlich-melkitischer Arzt aus Ägypten, der 1014 in das byzantinische Antiochia am Orontes emigrierte. Er begegnete al-Hākim aufgrund dessen Diskriminierung der Christen mit einer gewissen Voreingenommenheit. Unter anderem kolportierte er das Gerücht, al-Hākim hätte die Niederbrennung der Altstadt al-Fustāt-Misr befohlen, wie einst schon Rom auf Befehl Neros niedergebrannt wurden sei, worauf die bis in jüngerer Zeit angestrengten Nero-Vergleiche zurückgehen.[70]

## Rezeption
In den Geschichten aus Tausendundeine Nacht ist al-Hākim eine wiederkehrende Figur, so in Die Frau mit dem Bären und Al-Hakim und der reiche Kaufmann.